# Остожич, Дамьян
Да́мьян Осто́жич (26 октября 1986 года, Любляна, Словения) — фигурист из Словении, призёр чемпионатов Словении (2001—2007 годов), шестикратный чемпион Боснии и Герцеговины в мужском одиночном катании.
До 2007 года выступал за Словению, с 2007 года выступает за Боснию и Герцеговину.

## Спортивные достижения

### Результаты за Боснию и Герцеговину
| Соревнования/Сезоны             | 2006–07 | 2007–08 | 2008–09 | 2009–10 | 2010–11 | 2011–12 |
| ------------------------------- | ------- | ------- | ------- | ------- | ------- | ------- |
| Чемпионаты мира                 |         |         | 33      | 33      |         | 35      |
| Чемпионаты Европы               |         |         | 28      | 28      | 31      |         |
| Чемпионаты Боснии и Герцеговины | 1       | 1       | 1       | 1       | 1       | 1       |

### Результаты за Словению
| Соревнования/Сезоны           | 1998–99 | 1999–00 | 2000–01 | 2001–02 | 2002–03 | 2003–04 | 2004–05 | 2005–06 | 2006–07 |
| ----------------------------- | ------- | ------- | ------- | ------- | ------- | ------- | ------- | ------- | ------- |
| Чемпионаты мира среди юниоров |         |         |         |         | 25      | 34      |         |         |         |
| Чемпионаты Словении           | 5       | 4       | 3       | 3       | 3       | 2       | 3       | 2       | 2       |